# Colceag
Colceag è un comune della Romania di 5 309 abitanti, ubicato nel distretto di Prahova, nella regione storica della Muntenia.
Il comune è formato dall'unione di 4 villaggi: Colceag, Inotești, Parepa-Rușani, Vâlcelele.